# Daniel Baud-Bovy
Daniel Baud-Bovy (Ginebra, 13 de abril de 1870– Ibídem, 19 de junio de 1958) fue un escritor, historiador y crítico de arte suizo, considerado junto a su compatriota Frédéric Boissonnas y el griego Christos Kakkalos los primeros en escalar el Mytikas, la cumbre más alta del monte Olimpo (2918,80 m) en Grecia, el 2 de agosto de 1913.

## Biografía
Hijo del pintor Auguste Baud-Bovy, nació en Ginebra el 13 de abril de 1879, durante su juventud vivió casi toda su vida recorriendo Europa para aprender sobre el arte.
En 1896 se casó con la pianista Jeanne-Catherine Barth (1872-1928), teniendo solo un hijo, el reconocido Samuel Baud-Bovy. En 1933 contrajo nupcias por segunda vez con Aline-Thékla Nachmann (1905-1982). Durante su vejez volvería a Suiza para radicar permanentemente allí, falleciendo en Ginebra el 19 de junio de 1958, hasta en sus últimos años se dedicó a la actividad de crítica e historia del arte.

## Carrera profesional

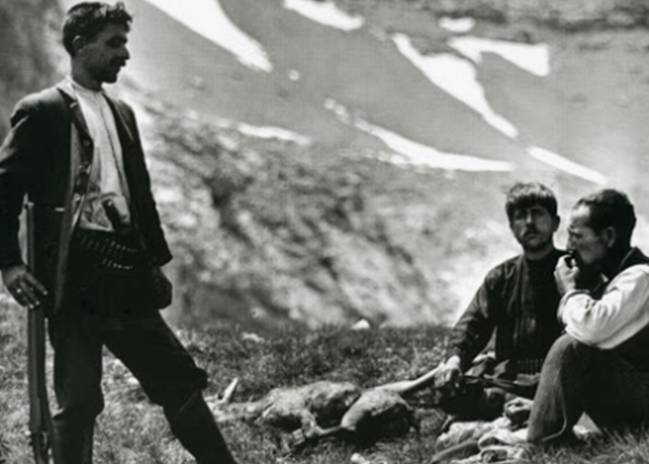
Kakkalos, Boissonnas y Baud-Bovy en el monte Olimpo.

Daniel Baud-Bovy adquirió en París la mayor parte de su formación artística y literaria, siendo su punto fuerte el movimiento simbolista. Personalidad artística en Suiza, fue curador del Museo Rath , director de la Escuela de Bellas Artes de Ginebra (desde 1908 hasta 1919), presidente de la Comisión Federal de Bellas Artes de la Confederación Suiza, corresponsal artístico de la Revue enciclopédico.
En su vida de escritor se desarrolló como poeta, autor de muchas novelas, a menudo ilustradas por sus amigos pintores de obras de teatro para niños.
En 1913, completó la primera ascensión conocida del monte Olimpo con Christos Kakkalos y su compatriota Frédéric Boissonnas.

## Tributos
Un pasaje y un parque llevan su nombre en Ginebra, en el distrito de Plainpalais, en las inmediaciones de un edificio de la Universidad de Ginebra.